# Joyeux de Cocotier

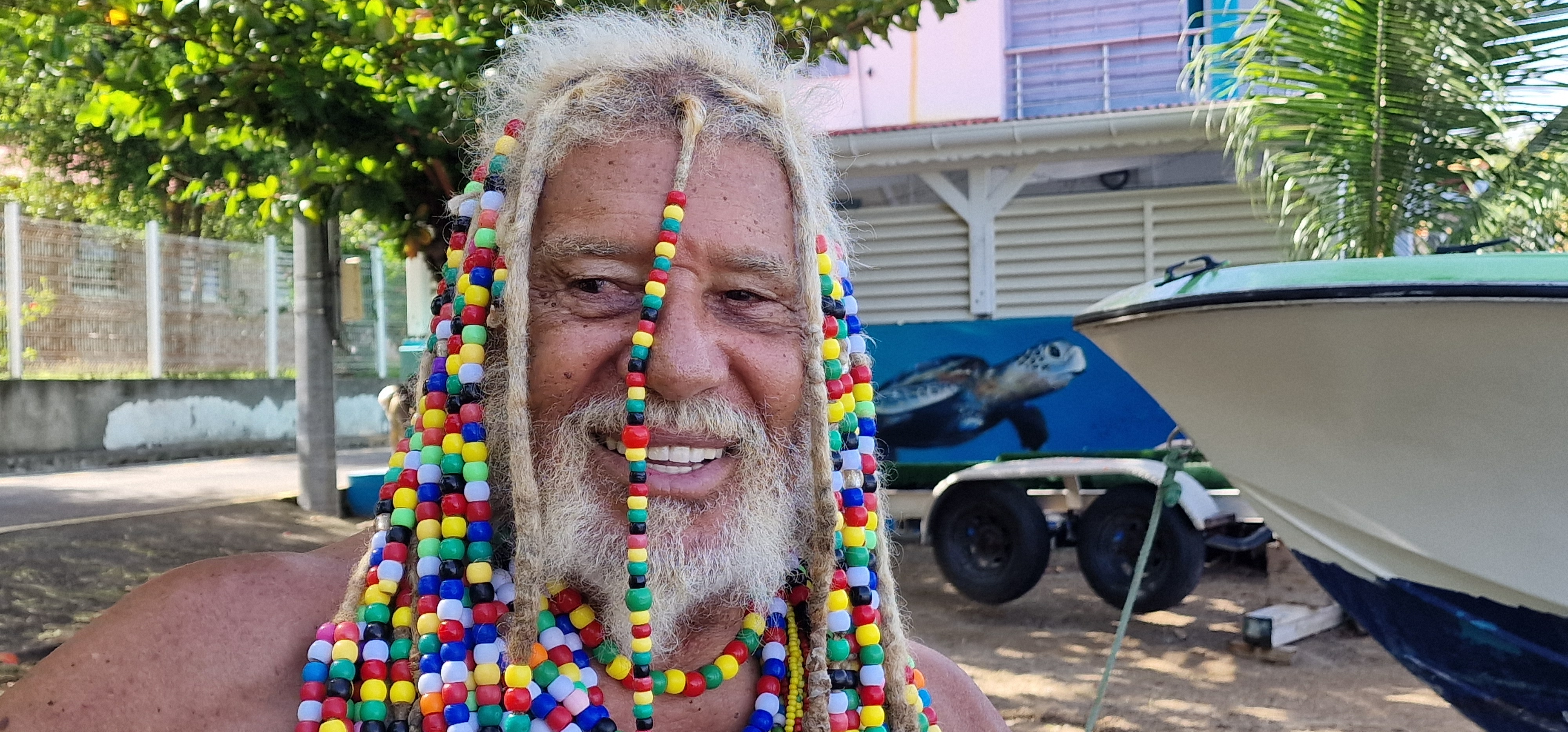
Portrait

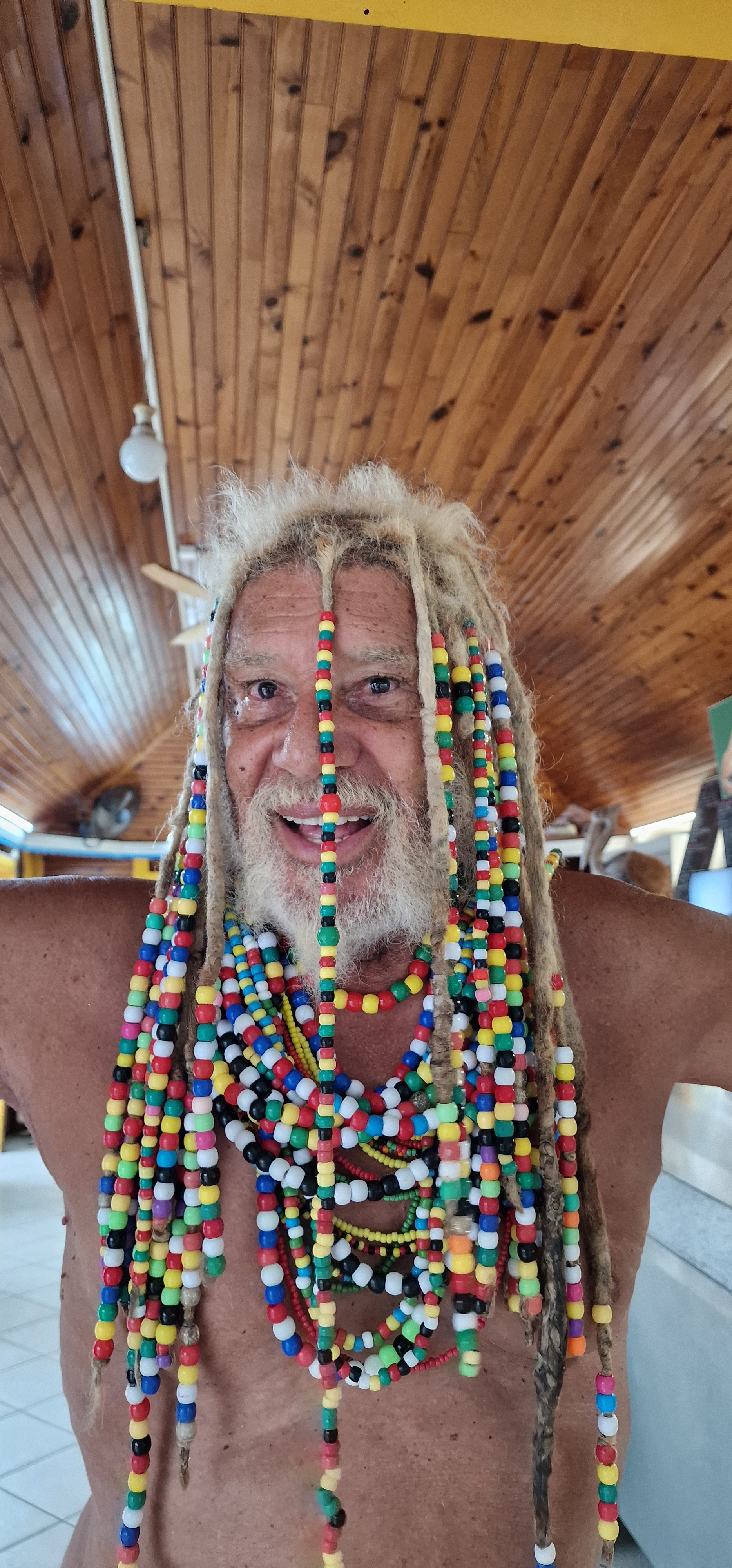
Portrait

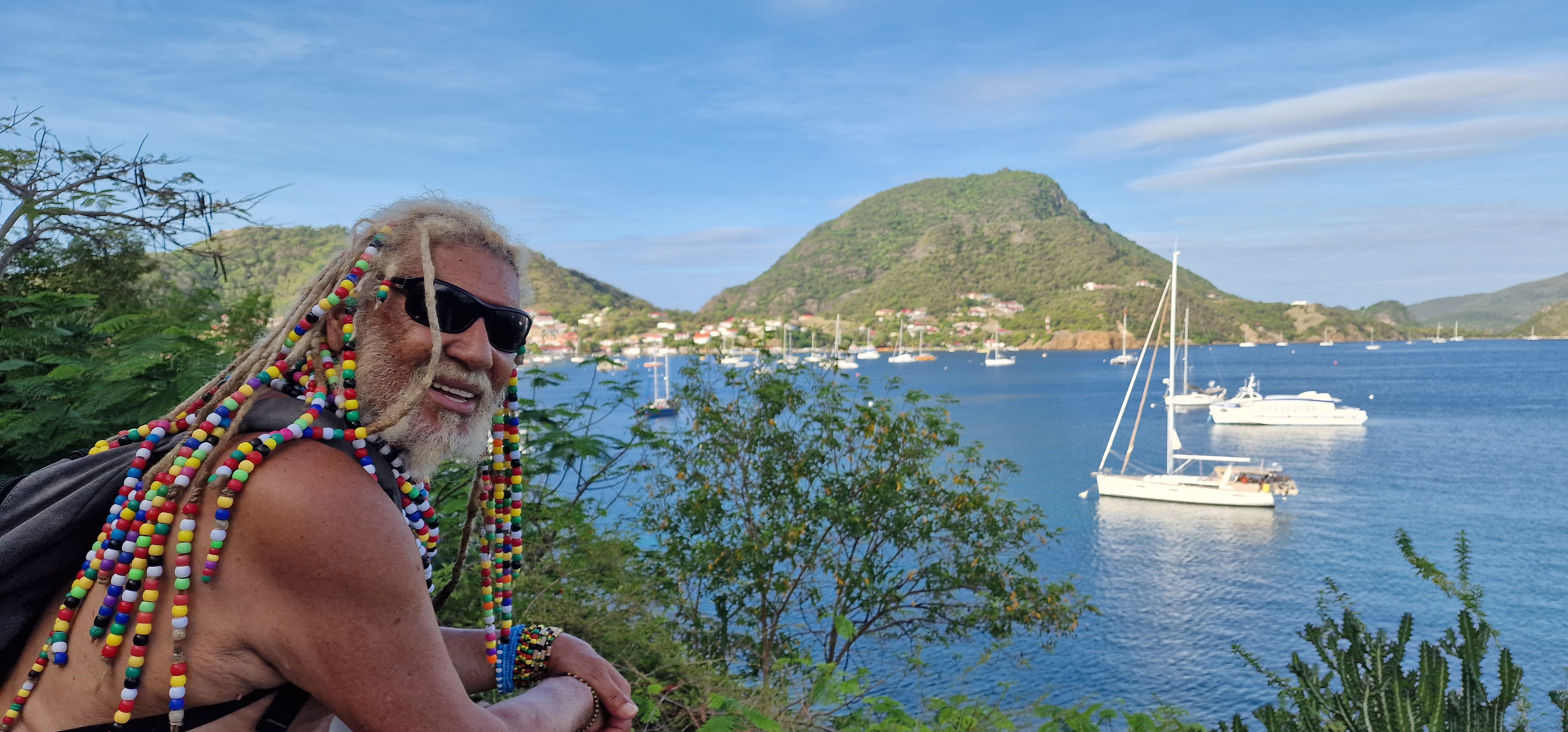
portrait

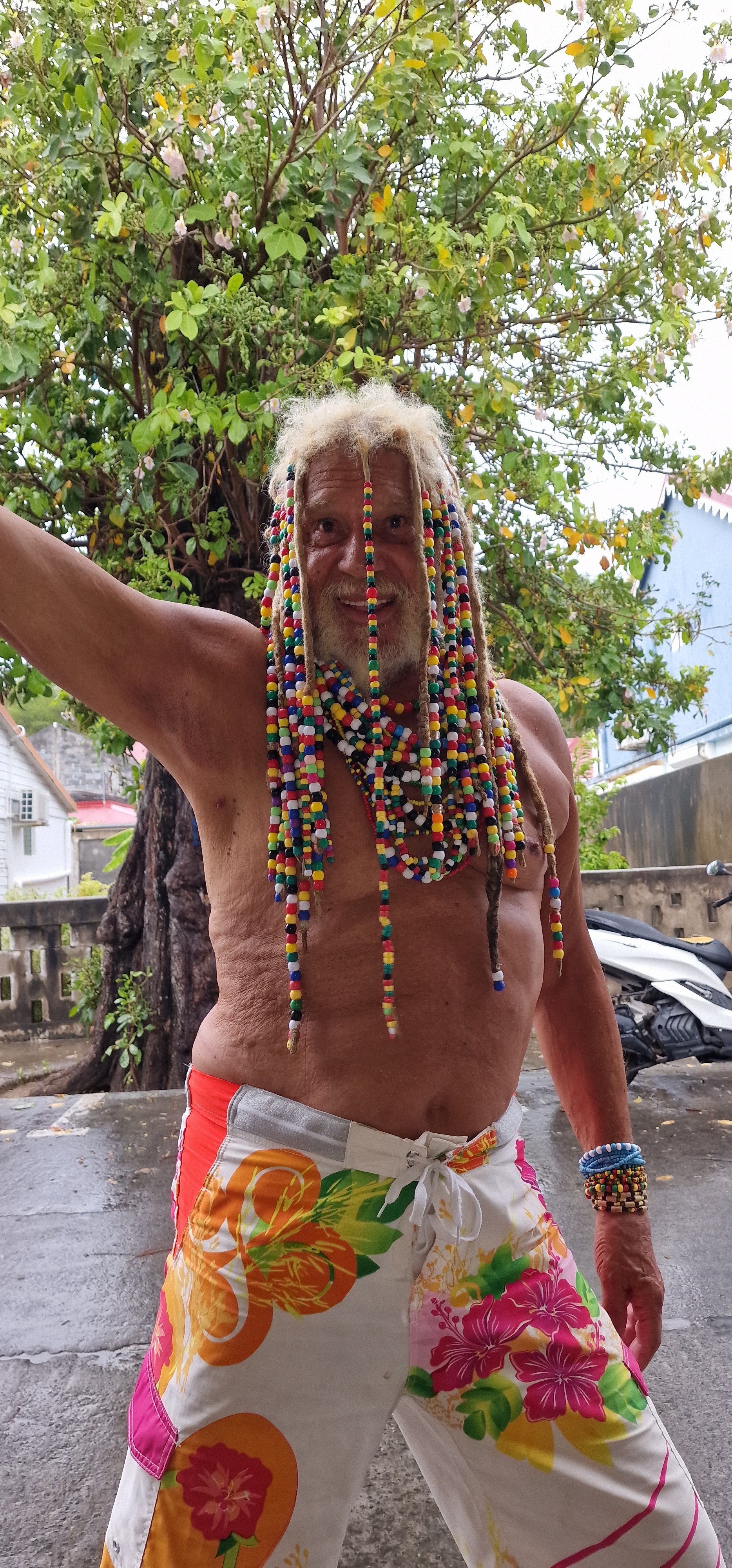

Joyeux de Cocotier, né Éric Joyeux le 7 mars 1947, à Terre-de-Haut aux Îles des Saintes (Guadeloupe), est un auteur-compositeur-interprète et artiste peintre français.

## Biographie

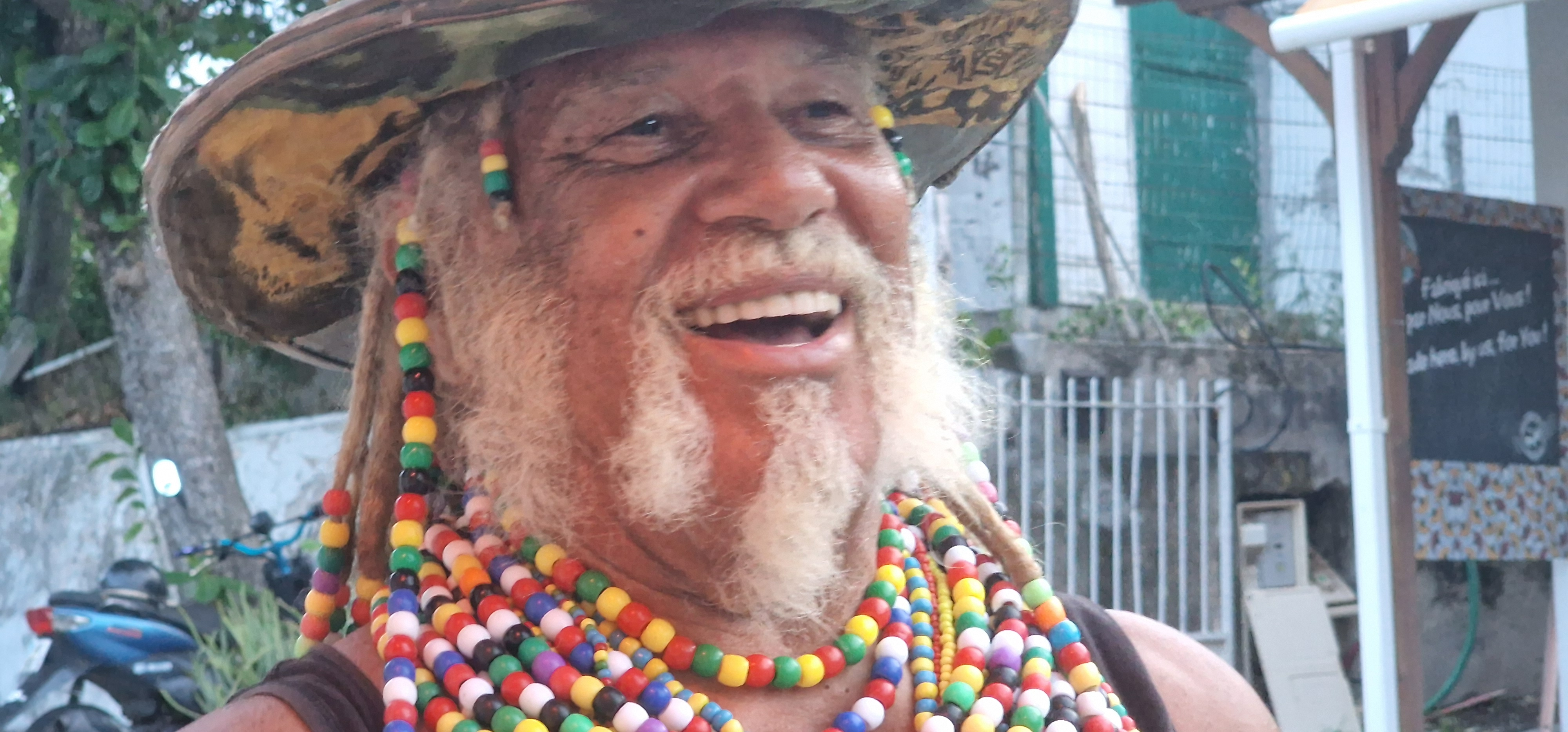
Portrait

À l'âge de 15 ans, il quitte son île et sa famille pour rejoindre son oncle à Marseille. Il prend alors le bateau jusqu'à sa destination, après un long voyage passé dans les soutes. Il intègre la marine en tant que docker d'abord, puis mousse. Il découvre ainsi l'Afrique du Nord, l'Afrique noire, les îles Canaries, etc. 
À 22 ans, il fait son service militaire à Toulon où il suit une formation de peintre-décorateur en bâtiment, et obtient le diplôme de B.E.P. Dès le mois de mai 1968, il exerce à terre le métier, d'abord chez des patrons, puis à son compte.
Dans une boîte de nuit marseillaise il fait la rencontre d'Elisabeth Meissirel qui parle de son histoire avec Joyeux de Cocotier dans son roman autobiographique Mademoiselle Babette. Tous deux, accompagnés d'amis, vont se lancer dans le music-hall et interpréter des spectacles de danse à travers le monde.
Au bout d'une vingtaine d'années, il se lance dans la chanson en autodidacte et compose sa première mélodie en 1981 sous le pseudonyme de Joyeux, Mademoiselle Babette, en référence à celle qu'il considère aujourd'hui encore comme son Pygmalion, « [sa] femme, [sa] mère, [sa] famille, [son] « mentor », [son] soleil ! ».
En 1982, Elisabeth et Joyeux fondent un restaurant-cabaret au centre de Marseille appelé La Payotte au sein duquel ils exposent diverses œuvres d'Elisabeth Meissirel, de Joyeux, et d'autres artistes peintres, reçoivent des humoristes (Élie Kakou et Kamel y ont fait leurs premiers pas), des magiciens, et où « Vanille » danse et Joyeux chante.
Dans les années 1990, Joyeux de Cocotier intègre Debs Music et réalise une chanson de musique zouk : Ma cousine.
Il sort en 2008 un double album de blues intitulé Blues et paix.
Le 14 août 2010, il assure la première partie de Kassav' au Théâtre antique d'Orange devant plus de 5 000 personnes.
En 2012, Francky Vincent reprend son tube Ma cousine sur son album Mathis métis.
En 2018, il pose nu avec Francky Vincent et Ève Angeli (habillée) sur une des photos de promotion de l'album Le binôme du siècle de Francky Vincent et Ève Angeli.
En février 2022, il publie son autobiographie qui mêle poèmes et photographies.
En 2024, il sort un album, A YEN PA MOL

## Vie privée
Il a 4 enfants nés de plusieurs femmes différentes: Eric, Karine, William et James.

## Discographie

### Albums
- D'île en île[4] (1997)
- La Baie des Saintes : Joyeux de Cocotier chante Raymond Joyeux (2000)
- Babylone one way (2001)
- Blues et paix (2008)
- A yen pa mol (2024)

### Singles, 45 Tours et maxi 45 Tours
- Mademoiselle Babette[7] (1981) : 45 T
- Mademoiselle Babette[8] (1982) : 45 T
- Pina colada, coco loco / Gina (1987) : maxi 45 T
- Gina / Doudou[9] (1987) : 45 T
- Joyeux de Cocotier et les trois pattes (1988) : 45 T
- La banane (1992) : maxi CD
- Bananga Zouk (la banane)[10] (1993) : maxi CD
- Roulez roulez jeunesse (avec les Bananas)[11] (1994) : maxi 45 T et CD single
- Ma cousine[4] (1995) : maxi CD
- Le monde a besoin d'amour (1996) : maxi CD
- La vie en rose (1997): CD single monotitre
- Sun Evasion présente Joyeux de Cocotier (1998) : maxi CD
- Madras présente Joyeux de Cocotier (1999) : CD single
- Guantanamera (2001) : CD single
- Si (2006) : maxi CD
- J'aime la rouler / Chyen kréol (2011) : titre "J'aime la rouler" interprété par le groupe Rue Piétonne
- Beguine Bar (2025)
- Mon ami Roro (2025)

## Compilations
- L'Afrique des îles
- Morne-à l'eau
- Madame Vous - L'Auvergne-Les Saintes

## Œuvre
- Joyeux de Cocotier et Didier Verdureau (Mise en page, conception et réalisation), Art Sauvage : Remise de livre Joyeux de cocotier (autobiographie), Marseille, Centre Littéraire d’Impression Provençal, février 2022, 200 p. (lire en ligne)
- Impresario - Directeur artistique : Pascal VINCENT 57 rue Verlaine 63100 Clermont-Ferrand +33 6 16 78 48 15

## Notes et références

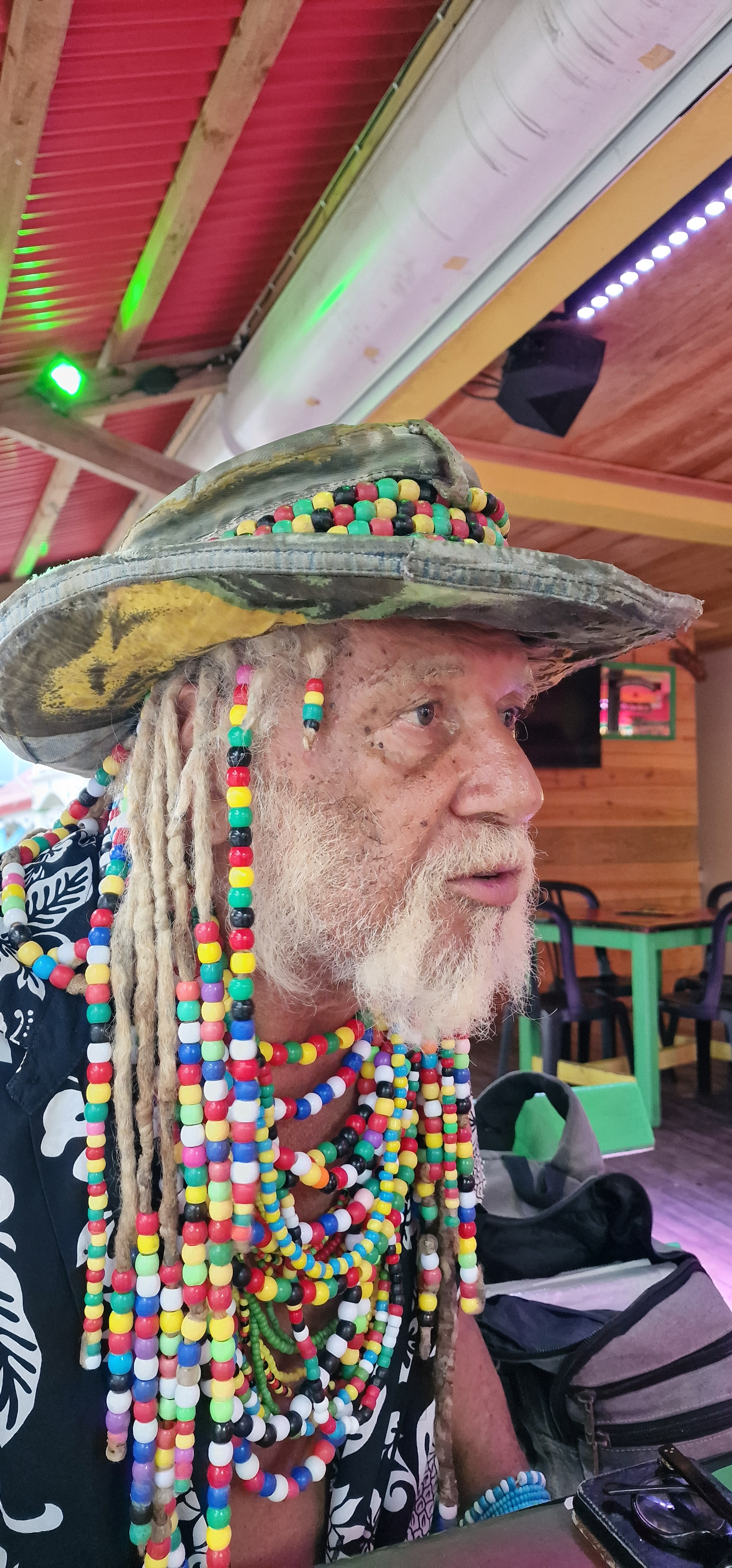